# Игры разума (телесериал)
«Игры разума» (англ. Mind Games) — американский телесериал, созданный Кайлом Килленом, со Стивом Заном и Кристианом Слейтером в главных ролях. В центре сюжета находятся два брата, которые владеют необычным агентством по оказанию специфической помощи разным людям. Сериал выйдет на ABC в сезоне 2013—2014 годов. Премьера сериала изначально была заявлена на 11 марта 2014 года, но после провала шоу «Женщины-убийцы» была перенесена на 25 февраля. «Игры разума» по иронии привлекли ещё меньшее количество зрителей чем «Женщины-убийцы» и ранее закрытый «Счастливая семёрка», становясь самой низкорейтинговой драмой канала. 27 марта 2014 года канал закрыл и снял сериал с эфира после пяти эпизодов.

## Производство
В начале сентября 2012 года ABC купил сценарий пилотного эпизода у Кайла Киллена и 20th Century Fox Television, а 25 января 2013 года канал дал зелёный свет на съемки пилотного эпизода, а Мигель Сапочник был приглашен на место его режиссёра.
Кастинг на центральные роли начался в феврале 2013 года. 20 февраля было объявлено, что Стив Зан будет играть ведущую роль в пилоте. В начале марта Мегалин Эчиканвоке и Седрик Сандерс получили регулярные роли сотрудников агентства главных героев, а несколько дней спустя молодой актёр Грегори Марсель получил ещё одну основную роль в пилоте. 11 марта было объявлено, что Кристиан Слейтер присоединился к пилоту с ролью одного из двух главных героев, а спустя неделю Уайнн Эверетт получила ведущую женскую роль.
10 мая 2013 года ABC дал пилоту зелёный свет и заказал съемки сериала для трансляции в сезоне 2013-14 годов, предварительно сменив рабочее название Influence на Mind Games. В конце августа 2013 года Джейми Рэй Ньюман присоединилась к сериалу в регулярной роли.

## Актёры и персонажи
- Стив Зан — Кларк Эдвардс
- Кристиан Слейтер — Росс Эдвардс
- Мегалин Эчиканвоке — Меган Шейн
- Уайнн Эверетт — Клэр Эдвардс
- Грегори Марсель — Майлс Гуд
- Седрик Сандерс — Латрелл Гриффин
- Джейми Рэй Ньюман — Саманта «Сэм» Гордон